# Världens navel
Uttrycket världens navel förekommer ibland i historien som namn på en plats eller land. Beteckningen användes t.ex. av Inkafolket, av folket på Påskön och en liknande beteckning även av kineserna: Mittens rike.